# Brigitte Findakly
Brigitte Findakly, née en 1959 à Mossoul (Irak), est une coloriste et scénariste française de bande dessinée.
Entre autres séries, elle a notamment participé à Lapinot, Le Chat du rabbin, Le Retour à la terre ou Mickey's Craziest Adventures. Elle raconte son enfance dans Coquelicots d'Irak, édité par L'Association, mis en image par Lewis Trondheim, son mari.

## Biographie
Brigitte Findakly est née d’un père irakien et d’une mère française. Elle a vécu à Mossoul, alors que l'Irak traversait une période marquée par une succession de coups d’État, jusqu'en 1973, quand sa famille s'est exilée à Paris.
En 1982, elle devient coloriste de bande dessinées. Elle travaille notamment pour les journaux Pif Gadget, Le Journal de Mickey et Spirou.

## Publications

### Scénariste
- Coquelicots d'Irak, dessin de Lewis Trondheim, L'Association, 2016 - Sélection officielle du Festival d'Angoulême 2017

### Coloriste
- Les Formidables Aventures de Lapinot, Lewis Trondheim
- Les Formidables Aventures sans Lapinot, Lewis Trondheim
- Les Nouvelles Aventures de Lapinot,  Lewis Trondheim
- Ralph Azham, Lewis Trondheim
- Monstrueux..., Lewis Trondheim
- Mickey's Craziest Adventures, Nicolas Keramidas et Lewis Trondheim
- Marine (tomes 2 et 3), Pierre Tranchand et François Corteggiani
- L'Ancien Temps, Joann Sfar
- Petit Vampire, Joann Sfar
- Le Petit Prince, Joann Sfar
- La Vallée des Merveilles, Joann Sfar
- Chagall en Russie, Joann Sfar
- Tu n'as rien à craindre de moi, Joann Sfar
- Aspirine, Joann Sfar